# Engelenmis
Een Engelenmis (Missa de angelis)  is in de Katholieke Kerk de mis die wordt opgedragen bij de uitvaart van gedoopte kinderen beneden zeven jaar, omdat als misformulier hiervoor gewoonlijk de votiefmis ter ere van de engelen wordt genomen.